# CLEO (detector de partículas)
O detector CLEO era um detector de partículas para uso geral no Anel de Armazenamento de Elétrons de Cornell, CESR - "Cornell Electron Storage Ring" (em inglês) - e o nome da colaboração de físicos que operavam o detector. O nome CLEO não é um acrônimo; é abreviação para Cleópatra e foi escolhido para fazer um par com o CESR (pronuncia-se César em inglês)). O CLEO era um detector hermético que em todas as suas versões consistia em um sistema de rastreamento dentro de um ímã solenóide, um calorímetro, sistemas de identificação de partículas e um detector de múons.

## História

### Proposta e construção
A Universidade de Cornell construiu uma série de síncrotrons desde a década de 1940. O síncrotron de 10 GeV em operação durante a década de 1970 realizou uma série de experimentos, mas funcionou com energia muito menor do que o acelerador linear de 20 GeV no SLAC.
O destaque da era CLEO I.V foi a observação de decaimentos semi-leptônicos B para estados finais sem charme, and Υ(2S) submetidos menos de três semanas antes de uma observação similar de ARGUS. O desligamento para a instalação do DR2 permitiu que o ARGUS vencesse o CLEO para a observação da mistura B, que era a medida mais citada de qualquer um dos experimentos B simétricos.

### CLEO II
CLEO encerrou em abril de 1988 para iniciar o restante da instalação do CLEO II e finalizou a atualização em agosto de 1989.

### CLEO-III
A segunda fase da atualização incluiu novos quadrupolos supercondutores perto do detector. Os detectores VD e DR2 precisariam ser substituídos para dar espaço aos ímãs quadripolares. Um novo detector de silício e uma câmara de identificação de partículas também seriam incluídas na configuração do CLEO-III.
O programa começou revisitando os estados abaixo do limiar do mesão B e os últimos dados coletados com o detector CLEO-III estavam nas ressonâncias Υ (1-3S).

### CLEO-c
O CLEO-c era a versão final do detector, e foi otimizado para receber dados nas reduzidas energias de feixe necessárias para estudos do quark charme. Ele substituiu o detector de silício CLEO III, que sofria de eficiência menor do que o esperado, com uma câmara de deslocamento estéreo (ZD) de seis camadas. O CLEO-c também operou com o ímã solenóide em um campo magnético reduzido de 1 T para melhorar a detecção de partículas carregadas de baixo momento.  As baixas multiplicidades de partículas nessas energias permitiram a reconstrução eficiente dos mesons D. CLEO-c mediu as propriedades dos mesons D que serviram como entradas para as medições feitas pelas fábricas B. Ele também mediu muitos dos estados de quarkonia que ajudaram a verificar os cálculos de QCD da rede.